# Parc national de Port Campbell
Le parc national de Port Campbell est un parc national, situé dans l'État de Victoria, en Australie, à 190 km au sud-ouest de Melbourne. Le parc a été créé pour protéger les nombreuses formations calcaires situées le long de la côte en bordure de la Great Ocean Road.

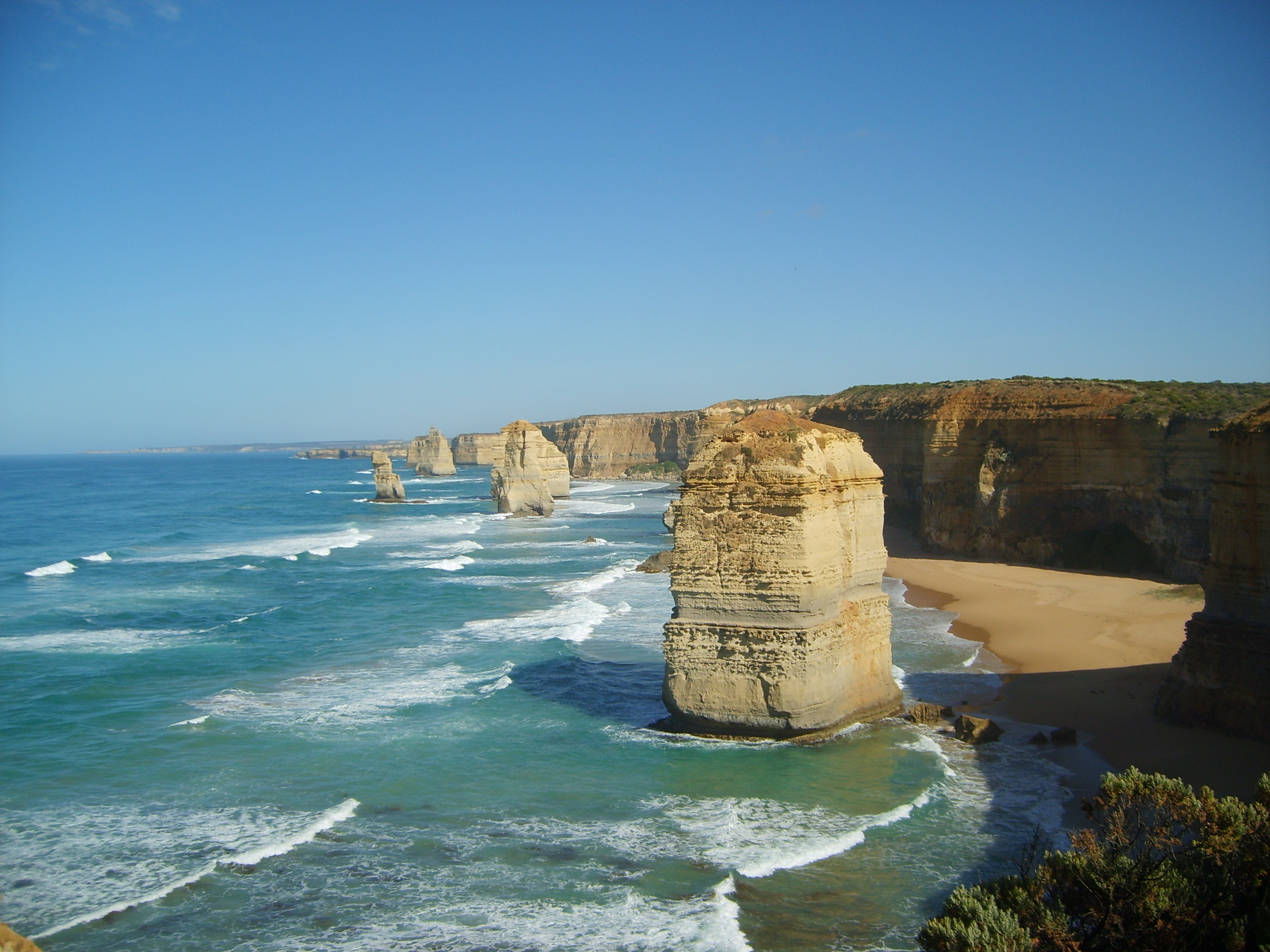
Les douze apôtres à proximité du parc
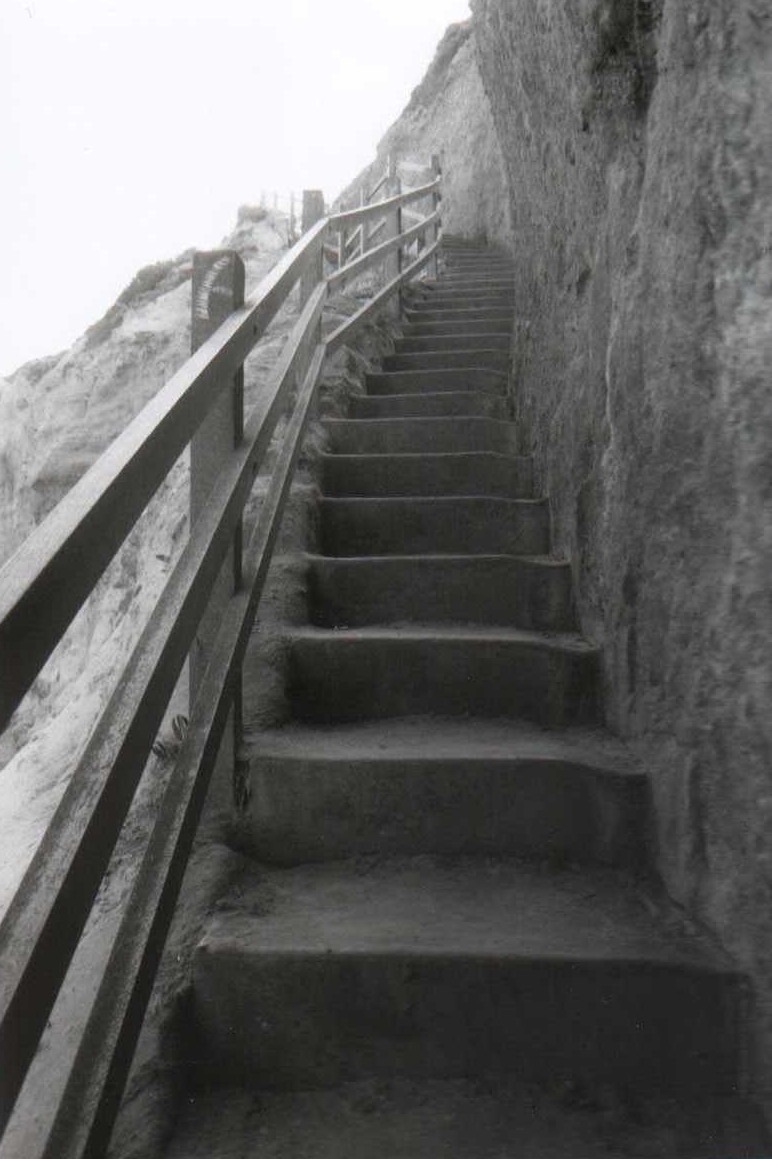
the Gibson Steps.
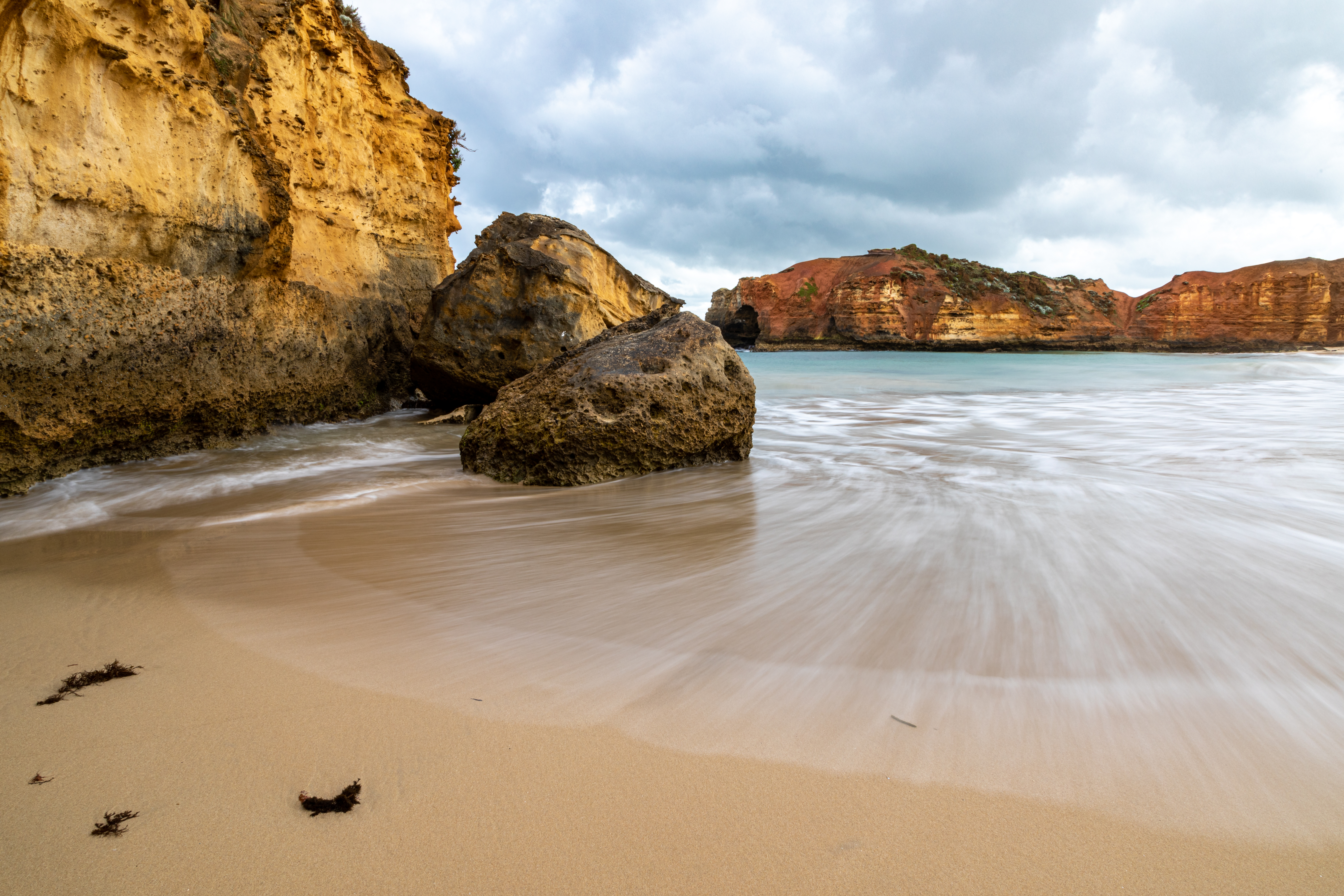
« Worm Bay », dans le parc national de port Campbell. Octobre 2019.
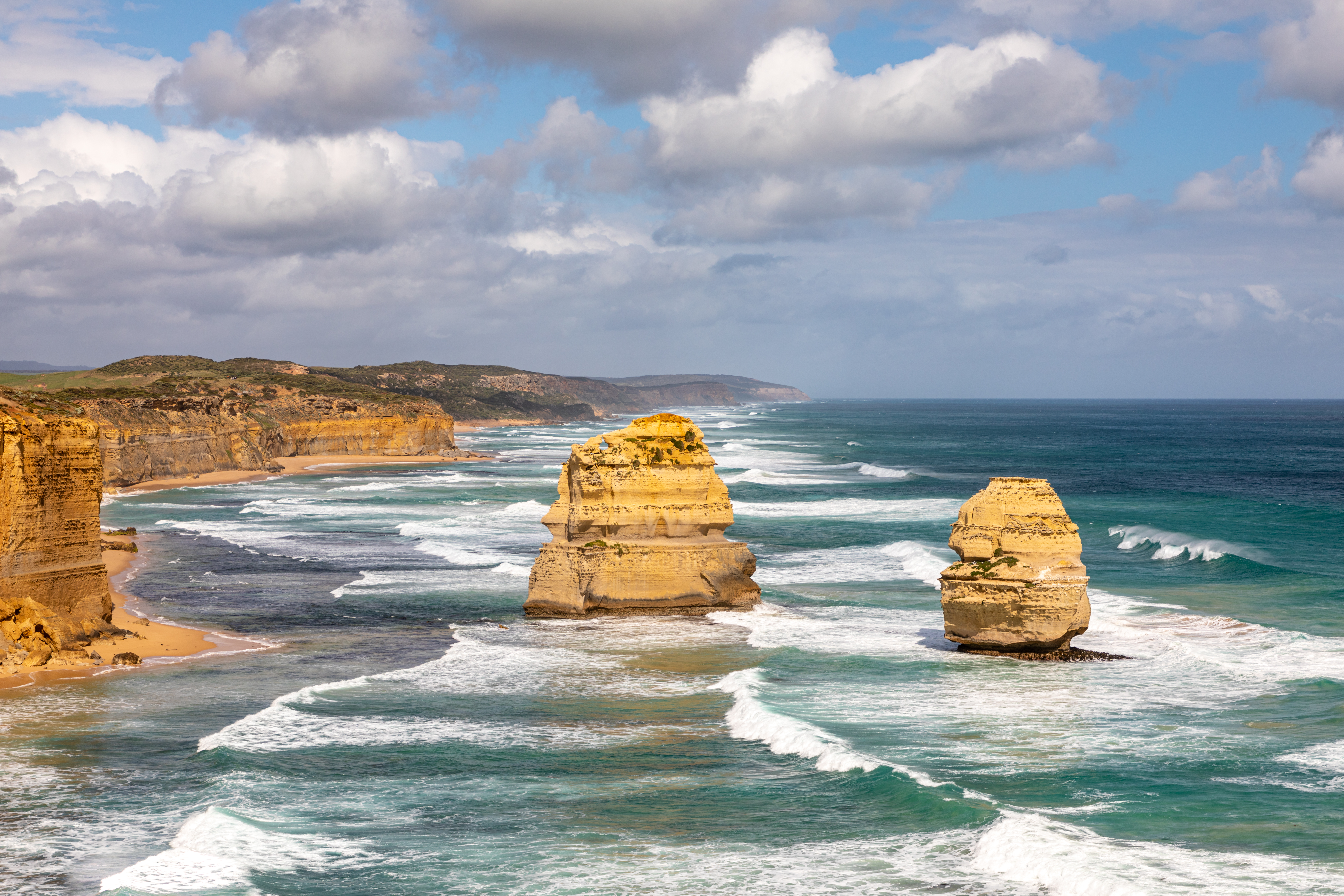
Les douze apôtres encore. Octobre 2019.

Les principales attractions du parc sont :
- Les Douze Apôtres, dont le nom provient de leurs formes évoquant des silhouettes humaines, douze gigantesques aiguilles rocheuses ;
- la London Arch ;
- Loch Ard Gorge ;
- Gibson Steps ;
- The Grotto (en) ;
- The Bay of Islands.